# Unteres Unstrut-Berg- und Hügelland

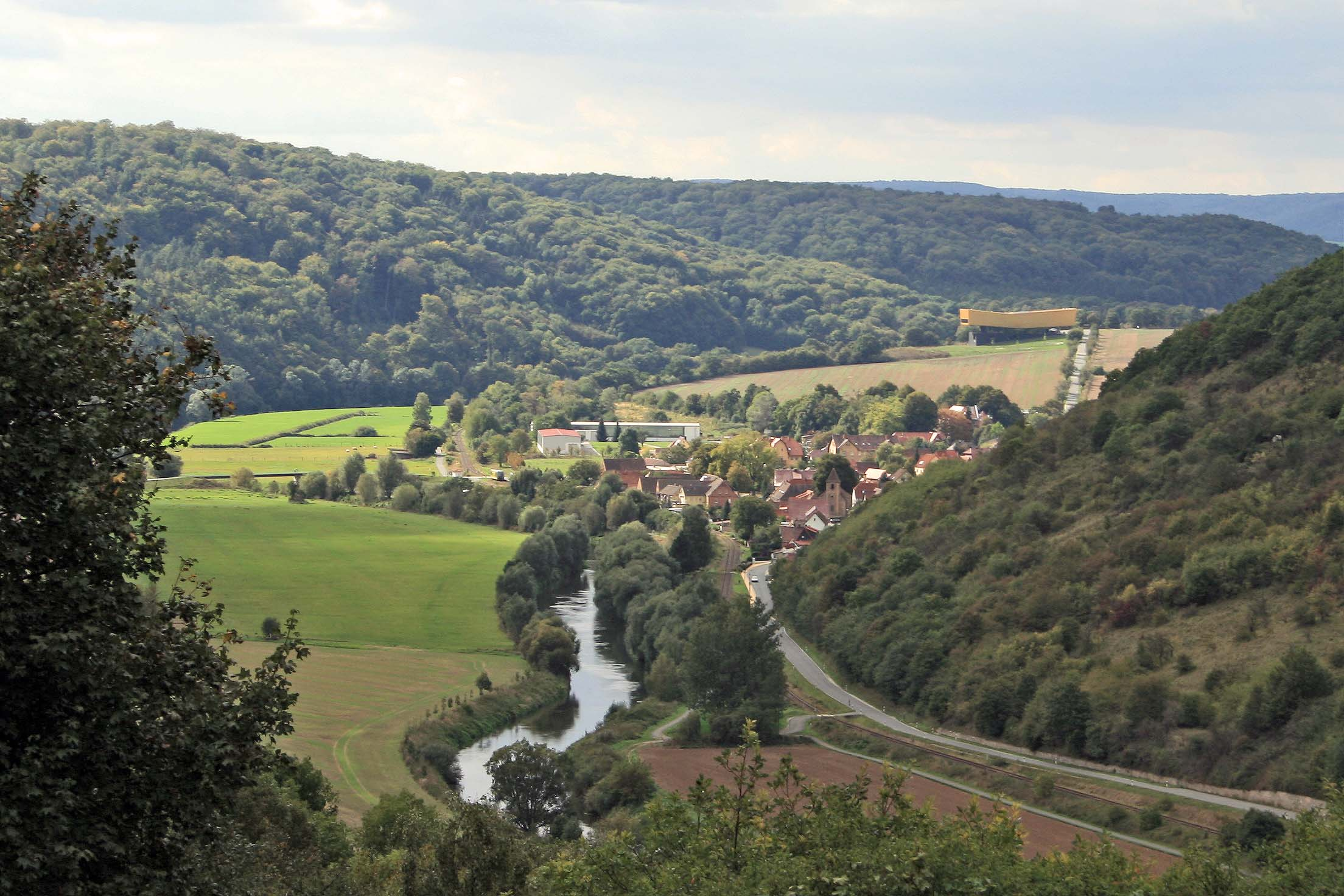
Das Unstruttal bei Wangen

Das Untere Unstrut-Berg- und Hügelland ist eine Platten- und Stufenlandschaft entlang der Unteren Unstrut und der Helme im Grenzbereich von Thüringen und Sachsen-Anhalt, Deutschland.
Als Teil der Nordosteinrahmung des Thüringer Beckens stellt sie nach dem Handbuch der naturräumlichen Gliederung Deutschlands eine Haupteinheit der Haupteinheitengruppe Thüringer Becken (mit Randplatten) dar.
Die Landschaft hebt sich von den meisten Nachbarlandschaften durch anstehenden Buntsandstein ab. Bekannte Teillandschaften sind die Höhenzüge Finne, Schmücke und Hohe Schrecke.

## Geographische Lage
Das Untere Unstrut-Berg- und Hügelland erstreckt sich über die Thüringer Landkreise Nordhausen, Kyffhäuser und Sömmerda sowie die sachsen-anhaltischen Landkreise Burgenland, Saale und Mansfeld-Südharz beidseits der Unteren Unstrut zwischen Freyburg im Südosten, Heldrungen im Westen und Querfurt im Osten. Ein nördlicher Ausläufer reicht bis in die Südharzregion bei Sangerhausen und von dort nördlich der Goldenen Aue bis nach Nordhausen.

## Naturräumliche Einordnung

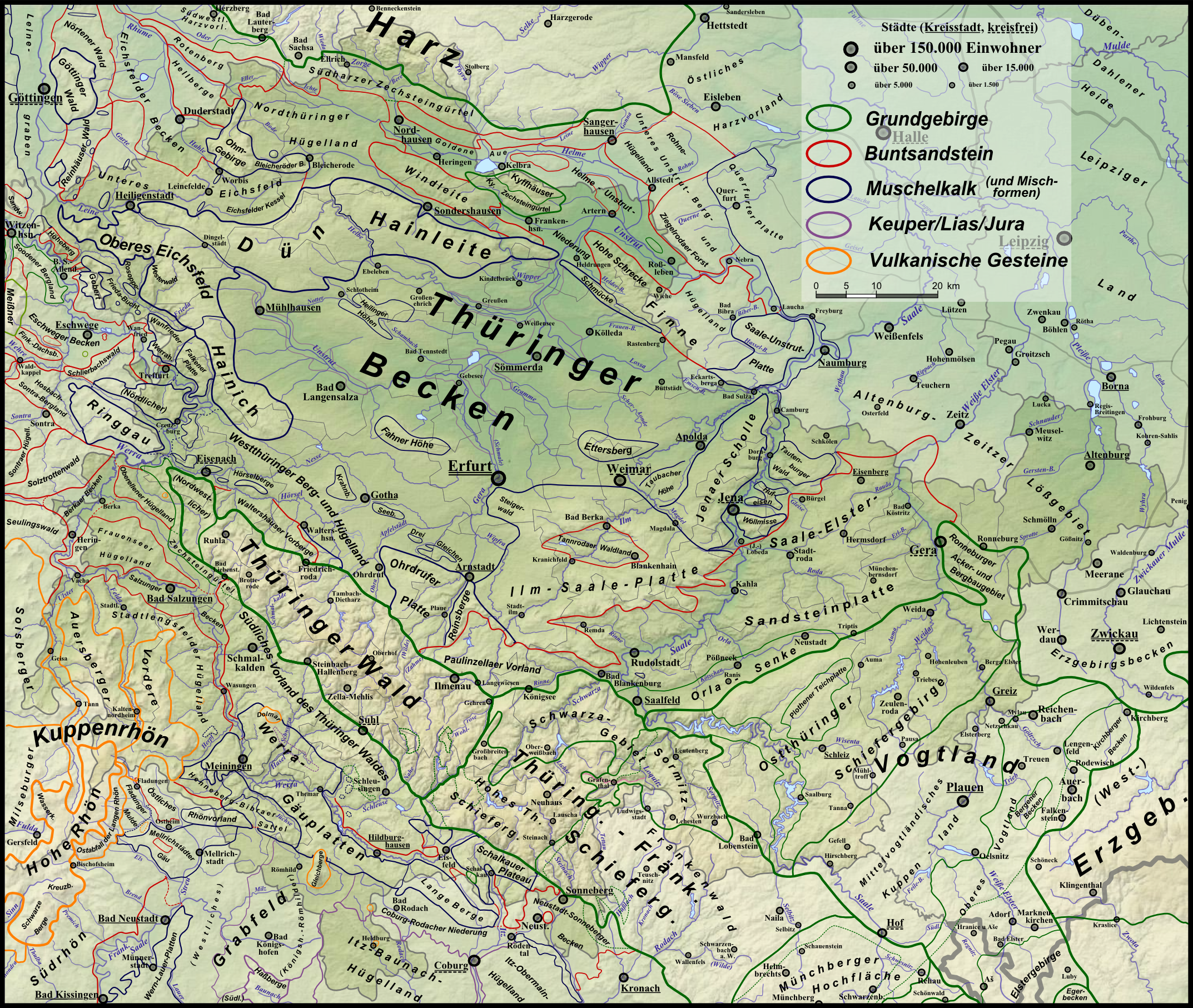
Lage des Unteren Unstrut Berg- und Hügellandes innerhalb des Thüringer Beckens (mit Randplatten)

Das ca. 853 km² Gesamtfläche einnehmende Berg- und Hügelland stellt innerhalb der naturräumlichen Haupteinheitengruppe Thüringer Becken (mit Randplatten) die Haupteinheit 488 dar.
Eine detaillierte Gliederung liegt nur für den nördlichsten Landschaftsteil vor:
- (zu 47/48 Thüringer Becken (mit Randplatten))
  - 488 Unteres Unstrut-Berg- und Hügelland
    - 488.0 Nordhausener Plattenland
    - 488.1 Sangerhausener Hügelland

Benachbarte Naturräume und Landschaften sind:
- Thüringer Becken im Südwesten
- Helme- und Unstrutniederung (Diamantene Aue) im mittleren Westen
- Helmeniederung (Goldene Aue) im südlichen Nordwesten
- Südharzer Zechsteingürtel mit dem dahinter liegenden Unterharz im Norden
- Muschelkalklandschaften der Querfurter Platte im Osten und der Unteren Unstrutplatten im Südosten

### Einstufung nach TLUG
Nach der rein innerthüringischen Einteilung Die Naturräume Thüringens der Thüringer Landesanstalt für Umwelt und Geologie in Jena (TLUG) gehören die in Thüringen liegenden Anteile zu den Buntsandstein-Hügelländern:
- 2.1 Nordthüringer Buntsandsteinland
- 2.2 Hohe Schrecke-Schmücke-Finne

Das Bundesamt für Naturschutz (BfN) hat eine etwas abweichende Gliederung und Aufteilung entsprechend folgender Landschaftssteckbriefe erstellt:
- 48800 Nördliches Unstrut-Berg- und Hügelland (hier werden noch südlich der Helme am Kyffhäuser liegende Landschaftsteile hinzugerechnet)
- 48801 Südliches Unstrut-Berg- und Hügelland
- 48400 Nordthüringer Hügelland (für den Teil links der Zorge bis an die Thyra bei Berga (Kyffhäuser))
- 50202 Unteres Unstruttal für das Durchbruchstal zwischen Memleben und Laucha

### Teillandschaften

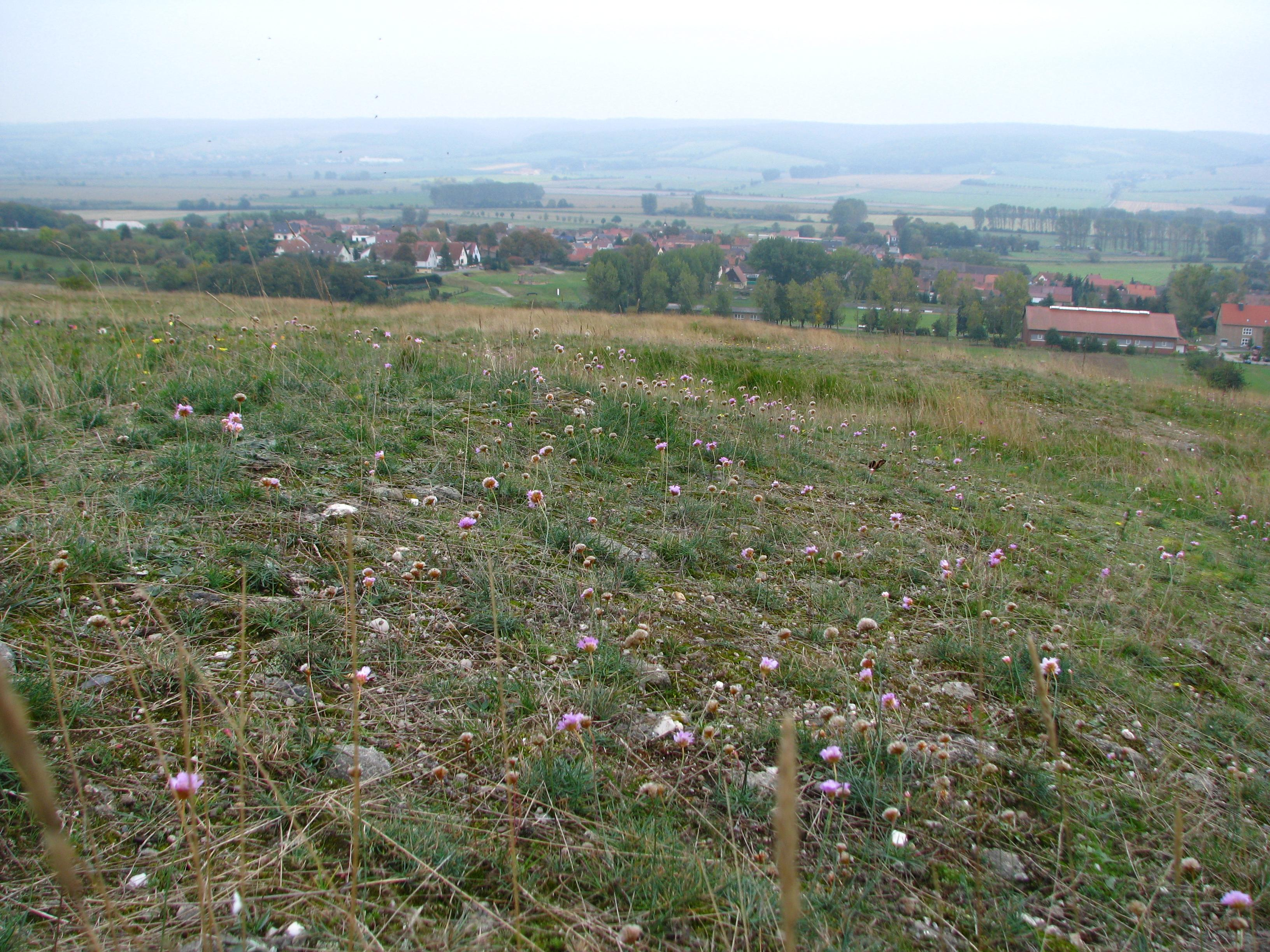
Die Hohe Schrecke von Bottendorf aus gesehen

Der Naturraum besteht aus verschiedenen Teillandschaften:
- Rechts der Unstrut aus dem plateauartigen Höhenzug der Finne (Wetzelshain: 370 m) und den sich nach Nordwesten anschließenden stärker gegliederten Ausläufern der Schmücke (Künzelsberg: 380,1 m) und Hohen Schrecke (Beerberg: 362,7 m). Die Finne setzt sich im Südosten im Muschelkalk der Unteren Unstrutplatten zwischen Eckartsberga und Bad Sulza bis zur Saale fort.
- Zwischen Memleben und Laucha bildet die Unstrut ein steiles Durchbruchstal, welche sich südöstlich im Muschelkalk bis Freyburg fortsetzt.
- Links der Unstrut aus der weniger stark gegliederten Platte des Ziegelrodaer Forstes (NN: 298,4 m) und seiner nördlichen Verlängerung bis Sangerhausen (Beinschuh: 237,2 m).
- Nördlich der Helmeniederung und südlich des Harzes liegendes Buntsandsteinland, welches durch die südlichen Harzabflüsse stark gegliedert wird (Hoher Kopf: 351,3 m).

## Geologie und Natur
Die hauptsächliche Gesteinsart ist der obere, mittlere und untere Buntsandstein. Im Südwesten bildet eine Stufe bestehend aus steil aufgerichteten Muschelkalk (Finne-Störung) eine scharfe Grenze zum Thüringer Becken. Bei Roßleben liegt ein schmaler Streifen aus Zechstein vor und bildet einen kleinen Steilhang am linken Abhang zum Unstruttal. Auf den nach Osten leicht abfallenden Platten nimmt eine Auflage aus Löß zu.
Große Teile der Höhenzüge von Hohe Schrecke, Schmücke und Ziegelrodaer Forst sind bewaldet (Laubmischwald). Die östlichen und nördlichen Teile werden überwiegend landwirtschaftlich genutzt.
Weite Gebiete des Unteren Unstrut-Berg- und Hügellandes stehen unter Schutz:
- Naturpark Saale-Unstrut-Triasland
- Naturpark Harz/Sachsen-Anhalt